# Ninja Scroll
Ninja Scroll (jap. 獣兵衛忍風帖 Jūbee ninpūchō) – japoński film anime z 1993 roku w reżyserii Yoshiakiego Kawajiriego.

## Treść
Akcja filmu toczy się w Japonii w epoce Edo. W jednej z wiosek na ziemiach klanu Mochizuke wybucha tajemnicza zaraza. Wódz klanu – Sakaki Hyobu – zleca oddziałowi ninja dowodzonemu przez Hanzę zbadanie źródła tajemniczej epidemii zabijającej okoliczną ludność. Oddział zostaje wybity niemal do nogi przez nadludzko potężną bestię. Przeżywa jedynie kunoichi Kagerō, specjalistka od trucizn i zostaje pojmana przez potwora. Z rąk bestii ratuje ją Jūbei – najemny, wędrowny ninja. Nieco później Jūbei spotyka starca Dakuana, który przedstawia się jako agent wywiadu na usługach rządu. Dakuan informuje go, że potwór z którym walczył to Tessai – jeden z Ośmiu Demonów Kimonu służących Siogunatowi Ciemności, organizacji chcącej obalić siogunat Tokugawów i przywrócić władzę klanowi Toyotami. Oferuje mu współpracę, zaznaczając, że demony i tak będą go ścigać by pomścić swojego kamrata i nie uniknie konfrontacji z nimi. Jūbei odmawia wysokiej zapłaty zaoferowanej mu przez starca w zamian za usługi. Wówczas Dakuan rani go zatrutym shurikenem. Obiecuje mu wydać odtrutkę wraz z zapłatą gdy Jūbei wykona zlecone mu zadanie.

## Obsada (głosy)
- Kōichi Yamadera – Jūbei Kibagami
- Emi Shinohara – Kagerō
- Daisuke Gōri – Genma Himuro
- Takeshi Aono – Dakuan
- Toshihiko Seki – Yurimaru
- Shūichirō Moriyama – Sasaki Hyobu
- Masako Katsuki – Zakuro
- Akimasa Omori – Shijima
- Ryūzaburō Ōtomo – Tessai
- Gara Takashima – Benisato
- Norio Wakamoto – Utsutsu Mujuro
- Reizō Nomoto – Mushizo
- Osamu Saka – emisariusz Siogunatu Ciemności
- Katsuji Mori – Hanza

## Wersja polska
W Polsce, anime było dystrybuowane na kasetach VHS od 1999 roku przez Manta Multimedia w wersji angielskiej na licencji Manga Entertainment. Pierwsza polska wersja została wyemitowana 17 marca 2004 roku przez Canal+. Następnie 7 października 2008 roku anime zostało wydane z polskim lektorem na DVD przez IDG.
Tekst: Seweryn Pazdyl
Czytał: Tomasz Orlicz